# العلاقات الإيطالية البلجيكية
العلاقات الإيطالية البلجيكية هي العلاقات الثنائية التي تجمع بين إيطاليا وبلجيكا.

## مقارنة بين البلدين
هذه مقارنة عامة ومرجعية للدولتين:
| وجه المقارنة                                              | إيطاليا                                                  | بلجيكا                                                                              |
| --------------------------------------------------------- | -------------------------------------------------------- | ----------------------------------------------------------------------------------- |
| المساحة (كم2)                                             | 301.34 ألف                                               | 30.53 ألف                                                                           |
| عدد السكان (نسمة)                                         | 60.60 مليون                                              | 11.37 مليون                                                                         |
| الكثافة السكانية (ن./كم²)                                 | 201.1                                                    | 372.42                                                                              |
| العاصمة                                                   | روما، فلورنسا، تورينو                                    | بروكسل                                                                              |
| اللغة الرسمية                                             | اللغة الإيطالية                                          | اللغة الهولندية، لغة فرنسية، اللغة الألمانية                                        |
| العملة                                                    | يورو، ليرة إيطالية                                       | يورو، فرنك بلجيكي                                                                   |
| الناتج المحلي الإجمالي (بليون دولار)                      | 1.93 تريليون                                             | 492.68 مليار                                                                        |
| الناتج المحلي الإجمالي (تعادل القوة الشرائية) بليون دولار | 2.26 تريليون                                             | 514.74 مليار                                                                        |
| الناتج المحلي الإجمالي الاسمي للفرد دولار أمريكي          | 29.96 ألف                                                | 40.32 ألف                                                                           |
| الناتج المحلي الإجمالي للفرد دولار أمريكي                 | 35.46 ألف                                                | 43.44 ألف                                                                           |
| مؤشر التنمية البشرية                                      | 0.873                                                    | 0.890                                                                               |
| رمز المكالمات الدولي                                      | +39                                                      | +32                                                                                 |
| رمز الإنترنت                                              | .it                                                      | .be                                                                                 |
| المنطقة الزمنية                                           | توقيت وسط أوروبا، ت ع م+01:00، ت ع م+02:00، أوروبا/روما ‏ | توقيت وسط أوروبا، ت ع م+01:00، ت ع م+02:00، توقيت وسط أوروبا الصيفي، أوروبا/بروكسل ‏ |

## مدن متوأمة
في ما يلي قائمة باتفاقيات التوأمة بين مدن إيطالية وبلجيكية:
- ترتبط جالينارو مع Waremme [الإنجليزية]‏ باتفاقية توأمة.
- ترتبط فورتي دي مارمي مع إيتربيك باتفاقية توأمة.
- ترتبط فيرونا مع Saint-Josse-ten-Noode [الإنجليزية]‏ باتفاقية توأمة منذ 30 يوليو 1992.[17][18][19][20]
- ترتبط برونيك مع تيلت [الإنجليزية]‏ باتفاقية توأمة.
- ترتبط كاستيل مادما مع اودانارد باتفاقية توأمة.
- ترتبط بييتراسانتا مع Écaussinnes [الإنجليزية]‏ باتفاقية توأمة منذ 1995.[21][22][23]
- ترتبط Montelupone [الإنجليزية]‏ مع هوي باتفاقية توأمة.
- ترتبط سيراديفالكو مع Colfontaine [الإنجليزية]‏ باتفاقية توأمة.
- ترتبط فيكو دل غراغانو مع Marchin [الإنجليزية]‏ باتفاقية توأمة.
- ترتبط ألبا مع آرلون باتفاقية توأمة منذ 2001.[24]
- ترتبط سكانديانو مع توبيز باتفاقية توأمة.
- ترتبط فولباغو دل مونتلو [الإنجليزية]‏ مع بري باتفاقية توأمة.
- ترتبط أركوناتي مع Lennik [الإنجليزية]‏ باتفاقية توأمة.
- ترتبط أوستوني مع ماسميخيلين باتفاقية توأمة.
- ترتبط سان بيترو آل ناتيسوني مع Sambreville [الإنجليزية]‏ باتفاقية توأمة.
- ترتبط ليكو مع Overijse [الإنجليزية]‏ باتفاقية توأمة.
- ترتبط Nove [الإنجليزية]‏ مع Welkenraedt [الإنجليزية]‏ باتفاقية توأمة.
- ترتبط إمبولي مع نامور باتفاقية توأمة.
- ترتبط ريميني مع سيراين باتفاقية توأمة.
- ترتبط مانوبيلو مع شارلوروا باتفاقية توأمة منذ 2001.
- ترتبط لوغو مع Geel [الإنجليزية]‏ باتفاقية توأمة.
- ترتبط تورينو مع لياج باتفاقية توأمة منذ 2012.[25][25][25]
- ترتبط Castelmauro [الإنجليزية]‏ مع هيرستال باتفاقية توأمة.
- ترتبط تشيزيناتيكو مع زيلزاته باتفاقية توأمة.
- ترتبط سان مينياتو مع Silly, Belgium [الإنجليزية]‏ باتفاقية توأمة.
- ترتبط فراسكاتي مع كورتريك باتفاقية توأمة منذ 1957.
- ترتبط سان كاسيانو في فال دي بيسا مع Nieuwerkerken [الإنجليزية]‏ باتفاقية توأمة.
- ترتبط أراغونا مع لا لوفيير باتفاقية توأمة.
- ترتبط أرونا ، بيدمونت مع هوي باتفاقية توأمة.
- ترتبط لوكا مع سينت نيكلاس باتفاقية توأمة.
- ترتبط بيلاجيو مع هوفاليز باتفاقية توأمة.
- ترتبط Prata di Pordenone [الإنجليزية]‏ مع Floreffe [الإنجليزية]‏ باتفاقية توأمة.
- ترتبط جيسوبالينا مع Sambreville [الإنجليزية]‏ باتفاقية توأمة.
- ترتبط روبيكو سول نافيجليو مع Fosses-la-Ville [الإنجليزية]‏ باتفاقية توأمة.
- ترتبط كاستلتيرميني مع شاتليه [الإنجليزية]‏ باتفاقية توأمة.
- ترتبط فيلتر مع Eeklo [الإنجليزية]‏ باتفاقية توأمة.
- ترتبط Gabicce Mare [الإنجليزية]‏ مع بروكسل باتفاقية توأمة.
- ترتبط Codroipo [الإنجليزية]‏ مع Braine-le-Comte [الإنجليزية]‏ باتفاقية توأمة.
- ترتبط تورتوريتو مع Habay [الإنجليزية]‏ باتفاقية توأمة.
- ترتبط فيرنيو مع Marchin [الإنجليزية]‏ باتفاقية توأمة.
- ترتبط فولينيو مع لا لوفيير باتفاقية توأمة.
- ترتبط تورجنون مع Thuin [الإنجليزية]‏ باتفاقية توأمة.
- ترتبط أدريا مع مالديخيم باتفاقية توأمة.
- ترتبط لاديسبولي مع Malle [الإنجليزية]‏ باتفاقية توأمة.
- ترتبط مونغيدورو مع Rebecq [الإنجليزية]‏ باتفاقية توأمة.
- ترتبط بيومبينو مع Flémalle [الإنجليزية]‏ باتفاقية توأمة.
- ترتبط كازارانو مع شارلوروا باتفاقية توأمة.
- ترتبط فلونيكا مع شارلوروا باتفاقية توأمة منذ 1965.

## منظمات دولية مشتركة
يشترك البلدان في عضوية مجموعة من المنظمات الدولية، منها:
| علم المنظمة | اسم المنظمة                                  | تاريخ انضمام إيطاليا | تاريخ انضمام بلجيكا |
| ----------- | -------------------------------------------- | -------------------- | ------------------- |
|             | اتفاقية السماوات المفتوحة                    | ?                    | ?                   |
|             | منظمة التجارة العالمية                       | 1995                 | ?                   |
|             | Organisation for Joint Armament Cooperation ‏ | ?                    | ?                   |
|             | حلف شمال الأطلسي                             | 4 أبريل 1949         | 4 أبريل 1949        |
|             | الاتحاد الدولي للاتصالات                     | 1866                 | 1866                |
|             | مجلس أوروبا                                  | 5 مايو 1949          | ?                   |
|             | وكالة الفضاء الأوروبية                       | ?                    | ?                   |
|             | مجموعة أستراليا                              | 1985                 | 1985                |
|             | المنظمة الأوروبية لسلامة الملاحة الجوية      | 1996                 | 1960                |
|             | الاتحاد الأوروبي                             | 25 مارس 1957         | 25 مارس 1957        |
|             | الاتحاد البريدي العالمي                      | ?                    | ?                   |
|             | مؤسسة التنمية الدولية                        | 24 سبتمبر 1960       | 2 يوليو 1964        |
|             | وكالة ضمان الاستثمار متعدد الأطراف           | 29 أبريل 1988        | 18 سبتمبر 1992      |
|             | منظمة الشرطة الجنائية الدولية                | ?                    | ?                   |
|             | المنظمة الهيدروغرافية الدولية                | ?                    | ?                   |
|             | البنك الإفريقي للتنمية                       | ?                    | ?                   |
|             | مجموعة الموردين النوويين                     | ?                    | ?                   |
|             | مركز تنسيق الحركة في أوروبا ‏                 | ?                    | ?                   |
|             | European Air Transport Command ‏              | ?                    | ?                   |
|             | الأمم المتحدة                                | 14 ديسمبر 1955       | 27 ديسمبر 1945      |
|             | منظمة التعاون الاقتصادي والتنمية             | 29 مارس 1962         | ?                   |
|             | اتحاد المدفوعات الأوروبي ‏                    | ?                    | ?                   |
|             | المرصد الأوروبي الجنوبي                      | 1982                 | 1962                |
|             | يونسكو                                       | ?                    | 29 نوفمبر 1946      |
|             | الجماعة الأوروبية للفحم والصلب               | 1951                 | 1951                |
|             | منظمة حظر الأسلحة الكيميائية                 | ?                    | ?                   |
|             | نظام تحكم تكنولوجيا القذائف                  | 1987                 | 1990                |
|             | مؤسسة التمويل الدولية                        | 27 ديسمبر 1956       | 27 ديسمبر 1956      |
|             | بنك التنمية الآسيوي                          | 1966                 | 1966                |
|             | البنك الدولي للإنشاء والتعمير                | 27 مارس 1947         | 27 ديسمبر 1945      |
|             | الفريق المعني برصد الأرض                     | ?                    | ?                   |
|             | الوكالة الدولية للطاقة                       | ?                    | ?                   |
|             | منظمة الأمن والتعاون في أوروبا               | 25 يونيو 1973        | 25 يونيو 1973       |
|             | المركز الدولي لتسوية المنازعات الاستشارية    | 28 أبريل 1971        | 26 سبتمبر 1970      |

## أعلام
هذه قائمة لبعض الشخصيات التي تربطها علاقات بالبلدين:
- الأمير فيليب، كونت فلاندرز (24 مارس 1837[38] – 17 نوفمبر 1905[38])
- الأميرة إليزابيث، دوقة برابانت (25 أكتوبر 2001 – )
- الملكة باولا من بلجيكا (11 سبتمبر 1937 – )
- إليانور أميرة بلجيكا (16 أبريل 2008 – )
- إليو دي روبو (سياسي بلجيكي، 18 يوليو 1951 – )
- إنزو شيفو (لاعب كرة قدم بلجيكي، 19 فبراير 1966[39] – )
- بيبين من إيطاليا (777 – 8 يوليو 810)
- ساندرا كيم (مغنية بلجيكية، 15 أكتوبر 1972[40] – )
- فيليب ملك بلجيكا (ملك بلجيكا، 15 أبريل 1960[41] – )
- ليوبولد الثاني ملك بلجيكا (رائد أعمال وملك ومستعمر بلجيكي، 9 أبريل 1835[42][43][44] – 17 ديسمبر 1909[42][43][44])
- ماريا فيتوريا من بوزو (9 أغسطس 1847 – 8 نوفمبر 1876[45])
- مانويل فيليبرتو دي سافويا (جنرال إيطالي، 13 يناير 1869[46][47] – 4 يوليو 1931[46][47])

## وصلات خارجية
- موقع وزارة الخارجية الإيطالية
- موقع وزارة الخارجية البلجيكية